# Street Life
"Street Life" is een nummer van de Amerikaanse band The Crusaders met zang door Randy Crawford. Het verscheen op hun gelijknamige album uit 1979. In juli van dat jaar werd het uitgebracht als de enige single van het album.

## Achtergrond
"Street Life" is geschreven door Joe Sample en Will Jennings en geproduceerd door groepsleden Sample, Wilton Felder en Stix Hooper. Het nummer ontstond toen Sample in het wintersportgebied Mammoth Mountain op de beginnerspiste aan het skiën was. Hij zei dat hij "mensen zag vallen en tegen elkaar zag botsen... het was een grote chaos. Het leek op een drukke boulevard. En ik dacht, dat is wat het leven op de straat is." Sample nam contact op met tekstschrijver Jennings; volgens hem was de tekst geïnspireerd door Hollywood Boulevard.
"Street Life" werd ingezongen door de dan nog onbekende zangeres Randy Crawford. Sample ontmoette Crawford voor het eerst tijdens de opnames van haar debuutalbum Everything Must Change uit 1976, waarop hij als toetsenist optrad. Het album werd goed ontvangen, maar werd weinig verkocht. Desondanks vroeg Sample haar om samen met de band het nummer op te nemen. Later zouden The Crusaders het vierde album van Crawford, Now We May Begin uit 1981, produceren. Dit album bevatte onder meer de nummer 1-hit "One Day I'll Fly Away".
The Crusaders, een band die al sinds 1960 bij elkaar was, hadden hun eerste en enige grote hit met "Street Life". In de Verenigde Staten wist het plaats 36 in de Billboard Hot 100 te halen, terwijl het een groot succes werd in de Britse UK Singles Chart met een vijfde plaats als hoogste notering. Ook in onder meer Noorwegen en Zweden werd de top 10 gehaald. In Nederland piekte de single op de dertiende plaats in de Top 40 en de twintigste plaats in de Nationale Hitparade, en in Vlaanderen kwam het tot plaats 25 in een voorloper van de Ultratop 50.
"Street Life" is een aantal keren gecoverd. Herb Alpert had een klein hitje met zijn versie uit 1979, die de vierde plaats in de Bubbling Under Hot 100-lijst haalde met tips voor de Hot 100. In 1981 nam Crawford een soloversie op voor de film Sharky's Machine; deze versie werd ook prominent gebruikt in de film Jackie Brown uit 1997. In 1982 kwam een liveversie van The Crusaders met B.B. King en het Royal Philharmonic Orchestra uit op het album Royal Jam. In 1989 had de studiogroep Streetlife een klein succes met hun cover, die in Nederland tot plaats 41 in de Nationale Top 100 kwam en tevens de twaalfde plaats in de Tipparade bereikte. Deze cover kreeg de titel "Streetlife (Keep On Movin')"; het enige album van de groep, Keep On Movin', bevatte enkel covers van dansbare hits die tussen 1974 en 1984 waren uitgebracht.

## Hitnoteringen

### The Crusaders

#### Nederlandse Top 40
| Hitnotering: 06-10-1979 t/m 24-11-1979 | Hitnotering: 06-10-1979 t/m 24-11-1979 | Hitnotering: 06-10-1979 t/m 24-11-1979 | Hitnotering: 06-10-1979 t/m 24-11-1979 | Hitnotering: 06-10-1979 t/m 24-11-1979 | Hitnotering: 06-10-1979 t/m 24-11-1979 | Hitnotering: 06-10-1979 t/m 24-11-1979 | Hitnotering: 06-10-1979 t/m 24-11-1979 | Hitnotering: 06-10-1979 t/m 24-11-1979 | Hitnotering: 06-10-1979 t/m 24-11-1979 |
| Week                                   | 1                                      | 2                                      | 3                                      | 4                                      | 5                                      | 6                                      | 7                                      | 8                                      |                                        |
| -------------------------------------- | -------------------------------------- | -------------------------------------- | -------------------------------------- | -------------------------------------- | -------------------------------------- | -------------------------------------- | -------------------------------------- | -------------------------------------- | -------------------------------------- |
| Nummer                                 | 33                                     | 24                                     | 18                                     | 13                                     | 13                                     | 14                                     | 27                                     | 31                                     | uit                                    |

#### Nationale Hitparade
| Hitnotering: 06-10-1979 t/m 24-11-1979 | Hitnotering: 06-10-1979 t/m 24-11-1979 | Hitnotering: 06-10-1979 t/m 24-11-1979 | Hitnotering: 06-10-1979 t/m 24-11-1979 | Hitnotering: 06-10-1979 t/m 24-11-1979 | Hitnotering: 06-10-1979 t/m 24-11-1979 | Hitnotering: 06-10-1979 t/m 24-11-1979 | Hitnotering: 06-10-1979 t/m 24-11-1979 | Hitnotering: 06-10-1979 t/m 24-11-1979 | Hitnotering: 06-10-1979 t/m 24-11-1979 |
| Week                                   | 1                                      | 2                                      | 3                                      | 4                                      | 5                                      | 6                                      | 7                                      | 8                                      |                                        |
| -------------------------------------- | -------------------------------------- | -------------------------------------- | -------------------------------------- | -------------------------------------- | -------------------------------------- | -------------------------------------- | -------------------------------------- | -------------------------------------- | -------------------------------------- |
| Nummer                                 | 50                                     | 30                                     | 21                                     | 21                                     | 21                                     | 20                                     | 24                                     | 30                                     | uit                                    |

#### NPO Radio 2 Top 2000
| Nummer met noteringen in de NPO Radio 2 Top 2000 | '99  | '00 | '01  | '02  | '03  | '04  | '05  | '06  | '07  | '08  |
| ------------------------------------------------ | ---- | --- | ---- | ---- | ---- | ---- | ---- | ---- | ---- | ---- |
| Street Life                                      | 1256 | -   | 1216 | 1469 | 1819 | 1693 | 1986 | 1776 | 1585 | 1693 |

1. ↑  Een '-' betekent dat het nummer niet was genoteerd en een vetgedrukt getal geeft de hoogste notering aan.
2. ↑  Deze tabel is bijgewerkt tot en met de laatste editie (2024).

### Streetlife

#### Nationale Top 100
| Hitnotering: 02-12-1989 t/m 27-01-1990 | Hitnotering: 02-12-1989 t/m 27-01-1990 | Hitnotering: 02-12-1989 t/m 27-01-1990 | Hitnotering: 02-12-1989 t/m 27-01-1990 | Hitnotering: 02-12-1989 t/m 27-01-1990 | Hitnotering: 02-12-1989 t/m 27-01-1990 | Hitnotering: 02-12-1989 t/m 27-01-1990 | Hitnotering: 02-12-1989 t/m 27-01-1990 | Hitnotering: 02-12-1989 t/m 27-01-1990 | Hitnotering: 02-12-1989 t/m 27-01-1990 |
| Week                                   | 1                                      | 2                                      | 3                                      | 4                                      | 5                                      | 6                                      | 7                                      | 8                                      |                                        |
| -------------------------------------- | -------------------------------------- | -------------------------------------- | -------------------------------------- | -------------------------------------- | -------------------------------------- | -------------------------------------- | -------------------------------------- | -------------------------------------- | -------------------------------------- |
| Nummer                                 | 84                                     | 67                                     | 56                                     | 47                                     | 43                                     | 41                                     | 49                                     | 80                                     | uit                                    |